# Phyllophaga babicora
Phyllophaga babicora är en skalbaggsart som beskrevs av Moron 2004. Phyllophaga babicora ingår i släktet Phyllophaga och familjen Melolonthidae. Inga underarter finns listade i Catalogue of Life.